# 莫萊波洛萊
莫萊波洛萊是博茨瓦納東南部的城鎮，也是奎嫩區的首府，位於首都哈博羅內以西50公里，是非洲最大的傳統村莊之一，村裡有一個傳統的法院，2008年人口69,789。
24°25′S 25°32′E / 24.417°S 25.533°E